# رونالد ديفيس
رونالد ديفيس (بالإنجليزية: Ronald Davis)‏ هو طبيب أمريكي، ولد في 18 يونيو 1956 في شيكاغو في الولايات المتحدة، وتوفي في 6 نوفمبر 2008 في إيست لانسنغ في الولايات المتحدة بسبب سرطان البنكرياس.